# Мшинська (селище)
Мшинська (рос. Мшинская) — селище у Лузькому районі Ленінградської області Російської Федерації.
Населення становить 1081 особу. Належить до муніципального утворення Мшинське сільське поселення.

## Історія
Згідно із законом від 28 вересня 2004 року № 65-оз належить до муніципального утворення Мшинське сільське поселення.

## Населення
| 2007 | 2010  |
| ---- | ----- |
| 1140 | ↘1081 |